# Мавзолей Термизий
Мавзолей Термизий — архитектурный памятник в Шерабадском районе Сурхандарьинской области Узбекистана.  Датирован XI—XII веками. Построен на могиле Абу Абдуллаха Мухаммада ибн Али ат-Тирмизи.
Мавзолей состоит из цельного комплекса из четырех смежных комнат площадью 4,3×4,5 м. Северо-восточная часть в связи с постройкой веранды, впоследствии была перекрыта. Последняя из трёх смежных комнат комплекса — склеп. В нём установлена мраморная плита для поклонения. Плита трёхуровневая, украшенная различными надписями. Длинный узкий коридор ведёт из склепа в комнату хонакох (помещение для молитв паломникв). Пол в этой комнате несколько ниже пола в склепе, помещения соединяется широким проходом.
Потолок хонакох увенчан куполом с окнами. Из двух близлежащих комнат есть выход на северо-восточную часть комплекса. Три веранды рядом с хонакох также увенчаны куполами, щитообразными орнаментом, на стенах из жжённого кирпича нанесены надписи.
Мавзолей Термизий украшен узорами из ганча, на его внешних стенах выделаны шесть кирпичных изображений. Основания веранды с внешней стороны украшены белыми решётками из ганча. Толщина орнамента составляет ширину одного кирпича.
Главный вход в Мавзолей Термизий украшает маленький купол в виде птицы.
Впервые памятник упоминается в очерках Д. Н. Логофета. В 1945 году В. Л. Ворониной выполнены архитектурные чертежи здания. В честь 660-летия со дня рождения Амира Темура на мавзолее проведены работы по реконструкции. Заново установлена плита и решётки из ганча вокруг веранд.
Мавзолей Термизий был перестроен несколько раз в течение столетий. Комплекс состоял из мечети, мавзолея, хонакоха, молельной комнаты. Вначале была построена хонакох из глиняных кирпичей (IX в.), в которой Хаким Термизий являлся мударисом.
Сохранилась часть большого двора комплекса, фрагмент перегородки толстой стены и хужра (помещение для учёбы) в северо-восточной части. Со временем на могиле Хакима Термизий, в юго-западной части хонакоха был построен мавзолей, направленный на юг (IX в.).
Мавзолей Термизий почитается населением как могила святого, популярное место для паломничества. Впоследствии к восточной стене мавзолея была пристроена маленькая молельня, мавзолей его сына Ал-Хакима Абдуллох (X в.), на севере небольшая мечеть с 3 куполами и несколько дополнительных пристроек.
Во времена Тимуридов хонакох была перестроена, поднята на высокий фундаменте в 1,5 метра из жжённого кирпича. Были отремонтированы прилегающие к ней комнаты. В южной и северной части хонакох был сделан орнамент в виде встроенных в стены подобий окон (ниши).
В основании деревянных стояков стен комнаты лежат ромбовидные плиты. Мавзолей Хакима Термизий входит в список мечетей, построенных в IX веке. В центре западной стены мечети врезан орнамент с широкими выступами. Он поражает необычными и своеобразными узорными надписями, окружными формами и узорами из ганча между ними. Колонны мечети выполнены из узорно расписанных кирпичей. Из мечети коридор ведёт в склеп. Внутренность этой комнаты выполнена из цельного, напоминающего ковёр узора из ганча. В основании купола комнаты с захоронением сделаны надписи 36 сур Корана на арабском языке.
Внутренняя часть расписана узорами в виде звёзд. Вдоль стен коридоров установлены решётки, или перила из ганча. Белый мрамор плиты, внутри комнаты представляет собой один из уникальных видов резьбы на камне времён Тимуридов. Эта скульптура состоит из 3 уровней, с узорами и надписями, имеет 3 врезки в виде оконцев в центре, по бокам которых вырезаны изображения свечей. Надписи посвящены жизнедеятельности Термизий.
В маленькой пристройке комплекса также проведены работы по реконструкции. Во время правления Абдуллахана (XVI в.) во дворе комплекса была построена мечеть с девятью куполами. Около неё была построена открытая веранда. В XIX в. вместо девятикупольной мечети была возведена четырёхкупольная. Со стороны южного входа в комплекс построен ещё один мавзолей, состоящий из захоронения и места паломничества, соединён с мавзолеем Термизий небольшим коридором.
Мавзолей Термизий был изучен в 1955-57 годах. В те же годы был восстановлен его прежний вид, соответствующий XIV—XV веках. В 1980—81 годах и 2001—2002 годах мавзолей и хонакох были заново реконструированы. Общая площадь комплекса составляет 28,0x29,0 метров, мавзолея 5,10x4,70 метров.